# Изосимово (Тамбовская область)
Изосимово — село в Мичуринском районе Тамбовской области России. 
Административный центр Изосимовского сельсовета.

## Расположение
Расположено на правом берегу реки Лесной Воронеж, вблизи автомобильной дороги Р-22 «Каспий».
Расстояние до районного центра г. Мичуринск — 10 км, до областного центра г. Тамбов — 63 км.

## История
Село Изосимово основано в 1636—1637 годах козловским воеводой И. Биркиным на правом берегу реки Лесной Воронеж на Изосимовской луке (изгибе русла реки), сохранившей имя некоего Изосима (или Изосимова) и давшей название селу. В 1911 году в волостном селе проживало 2 276 человек.
В 1967 году через село прошла автодорога «Москва — Астрахань». В декабре 2019 года был запущен автомобильный обход села.

## Население
| 1989 | 2002 | 2010 |
| ---- | ---- | ---- |
| 969  | ↘950 | ↘947 |

Согласно результатам переписи 2002 года, в национальной структуре населения русские составляли 88 % от жителей.

## Инфраструктура
В селе семь улиц, есть Изосимовская основная общеобразовательная школа, библиотека, кафе и магазины, работают предприниматели и фермеры.
В питомнике «Изосимовский сад» выращиваются плодово-ягодные сорта знаменитого селекционера И. В. Мичурина ― малину, смородину, жимолость и другие.
Ежегодно в селе проводят «Праздник русского сарафана». Он проходит с 2014 года, и его цель ― сохранить народную культуру, любовь к малой родине, воспитать в молодом поколении чувство патриотизма. Артисты выступают в традиционных русских костюмах, исполняют народные песни и танцы. В это же время проходит ярмарка и выставка цветов. Работают детские площадки, аниматоры, проходят квесты и мастер‐классы. Посетителей угощают блюдами, приготовленными по старинным русским рецептам.

## Достопримечательности
В селе сохранился архитектурный объект старинного зодчества ― деревянная церковь Иоана Богослова 1783 года постройки. Средства на строительство деревянной однопрестольной теплой церкви собирали прихожане. Была перестроена в 1859—1869 гг.
Представляет собой четверик под четырехскатной крышей с обширными прирубами с севера и с юга, пятигранной апсидой; трапезная идет в одной связи с шатровой колокольней.
Храмовая композиция выполнена в крестообразном плане, ядром которой является невысокий четверик. Четыре ската крыши покрыты металлической кровлей и увенчаны луковичной главкой на декоративном барабане. С востока к храму примыкает пятигранная алтарная апсида, с запада — небольшая трапезная и нарядная шатровая колокольня. Снаружи храм обшит тесом, окраска которого меняется ― от сочной зеленой до цвета охры. Стены украшены узорами, оконные проемы обрамлены резными белоснежными наличниками.
Церковь закрыли в 1939-1940 гг. Вновь она была освящена в 1945 году и более не закрывалась. Жительница села А. А. Попова добилась разрешения на открытие храма у К. Е. Ворошилова, церковь отремонтировали, и она стала действующей.